# Aulus Postumius Albinus (Konsul 99 v. Chr.)

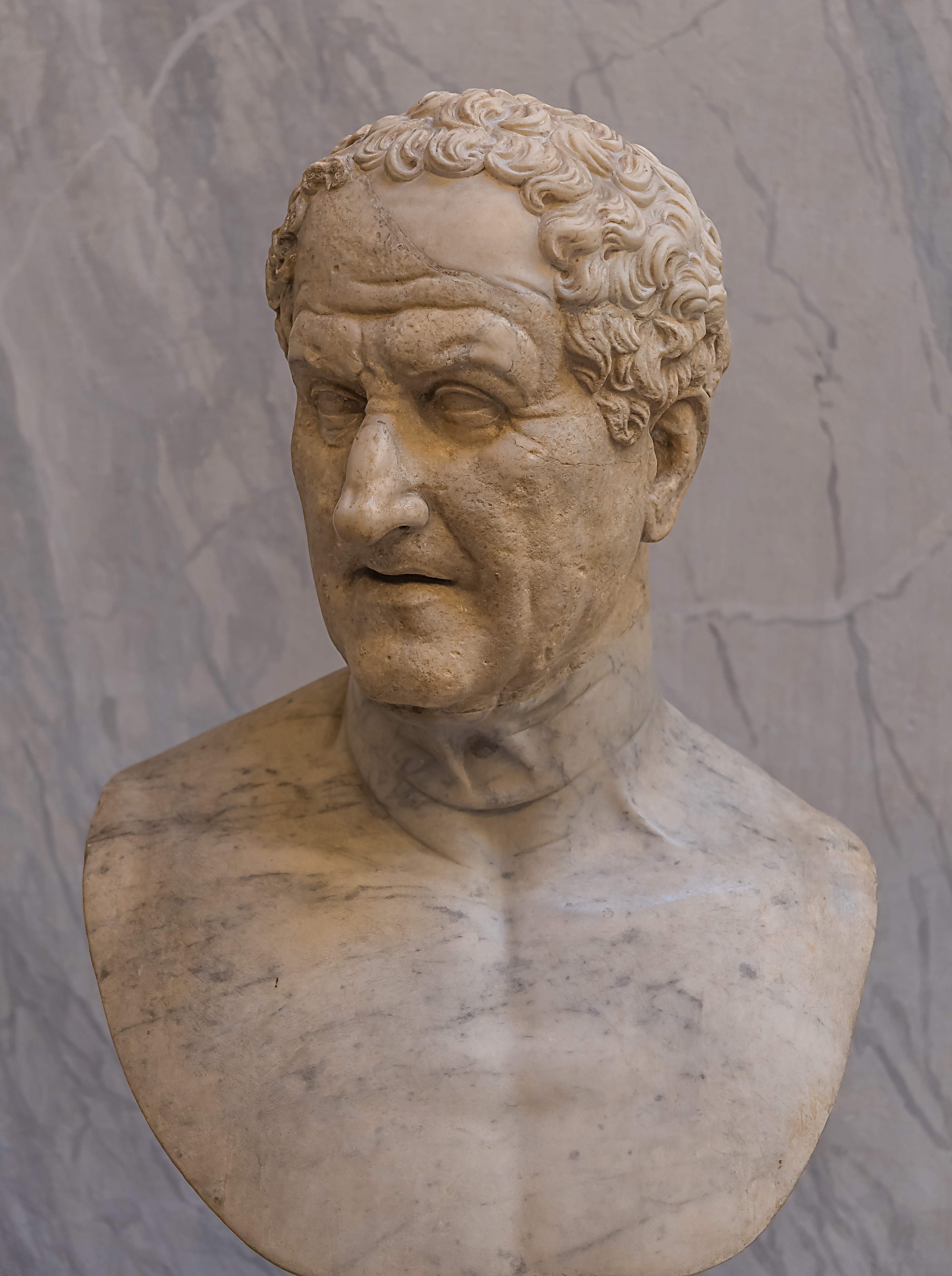
Aulus Postumius Albinus

Aulus Postumius Albinus († 89 v. Chr.) war ein römischer Politiker der späten Republik und wahrscheinlich ein entfernter Nachkomme des Marcus Postumius Regillensis.
Vermutlich ist er gleichzusetzen mit dem gleichnamigen Bruder von Spurius Postumius Albinus, Konsul 110 v. Chr., der unter diesem als Legat gegen den Numiderkönig Jugurtha kämpfte und eine vernichtende Niederlage erlitt. 99 v. Chr. gelang es Aulus dennoch, selbst Konsul zu werden. Im Jahr 89 v. Chr. war er Legat und Flottenkommandant Sullas und wurde von seinen eigenen Soldaten wegen angeblichen Verrats getötet.